# Commune VI (Bamako)
La Commune VI de Bamako est l'une des six communes du district de Bamako, capitale du Mali. 

## Géographie
La commune s'étend au sud-est du district de Bamako, en rive droite du fleuve Niger. 
| Commune II  | Commune I   | Baguinéda Camp |
| Commune V   | Commune VI  | Kalabancoro    |
| Kalabancoro | Kalabancoro | Kalabancoro    |

## Quartiers
Elle se subdivise en plusieurs grands quartiers qui sont au nombre de dix. Ce sont: Sogoniko, Magnambougou, Sokorodji, Missabougou, Faladiè, Niamakoro, Djandjiguila, Banakabougou,sénou , Yirimadjo.
La commune s'étend sur 10 localités relevées lors du recensement général de 2009. 
Les villages les plus peuplés sont :
- Niamakoro (118 729 habitants)
- Magnambougou (72 320 habitants)
- Yirimadio (71 397 habitants)

La commune est composée de 10 localités :
- Banakabougou
- Dianegula
- Faladjié
- Magnambougou
- Missabougou
- Niamakoro
- Sénou
- Sogoniko
- Sokorodji
- Yirimadio

## Administration et services
La grande mairie de la commune se situe à Sogoniko et gère quatre sous-mairies situées à Magnambougou, Banakabougou, Senou et Faladiè. La commune compte aussi trois commissariats.

### Justice
- Centre pénitenciaire de Bollé, prison pour femmes dans le quartier de Faladjié.

## Population
L'accroissement annuel de la population communale est de 7,1 % pendant la période 1998-2009.
| 1976   | 1987   | 1998    | 2009    |
| ------ | ------ | ------- | ------- |
| 32 189 | 82 117 | 221 342 | 469 662 |

## Politique
| Période     | Maire élu         | Parti politique |
| ----------- | ----------------- | --------------- |
| 2004 - 2016 | Souleymane Dagnon | Adéma-Pasj      |
| 2016 -      | Boubakar Keita    | URD             |

## Enseignement
L'Université de Bamako est située au nord de la commune, au sud du quartier Badalabougou.

## Transports
L'Aéroport international Modibo-Keïta s'étend au sud de la commune au nord du quartier de Sénou.

## Sports
Le Stade du 26-Mars est un stade de 50 000 places construit en 2001, il est situé au nord-ouest de la commune, route de Ségou.